# 博阿埃斯佩蘭薩 (米納斯吉拉斯州)
博阿埃斯佩兰萨是巴西米纳斯吉拉斯州的一个市镇。总面积858.728平方公里，总人口37801人，人口密度44人/平方公里。